# Gucun Gongyuan
Gucun Gongyuan (chiń. 顾村公园站) – stacja metra w Szanghaju, na linii 7. Zlokalizowana jest pomiędzy stacjami Liuhang i Qihua Lu. Została otwarta 28 grudnia 2010.